# A Kind of Magic (série animada)
A Kind of Magic é uma série de desenho animado francesa criada por Michel Coulon, baseada no design original de Arthur de Pins. Foi produzida pela empresa de animação francesa Xilam Animation com a participação da France 3 e Disney Television France na primeira temporada, a partir da segunda temporada foi produzida pelo Gulli e Canal J. A série foi dirigida por Charles Vaucelle na primeira temporada e William Renaud na segunda temporada, o designer dos personagens são de David Gilson e Marc Du Pontavice como produtor executivo.
A história trata de um filho de 10 anos chamado Tom e dos problemas de sua família, incluindo sua irmã mais velha Cindy (14 anos), que fica louca depois de cada menino que vê, seu sapo 'Sua Alteza', sua tia materna malvada Ferocia, que também quer transformá-lo em malvado, sua estúpida mãe fada Willow e seu pai ogro vegetariano Gregore, que foram exilados da Terra das Fadas e agora precisam viver na Terra.
A série foi ao ar pela primeira vez em 2008 no Disney Channel e France 3. A série foi classificada como a série mais popular na feira comercial MIPCOM Junior 2007, atraindo mais de 280 compradores.
A segunda temporada começou a ser exibida em 2018 no Canal J.

## História
Tudo começa quando Willow e Gregore se apaixonam ao se conheçerem na Terra do Faz-de-Conta, e têm então, seus filhos Tom e Cindy. Mas como o amor entre fadas e ogros é proibido, eles fogem para o mundo real, e então eles tem que se habituar com os vizinhos humanos curiosos, sem revelar a magia para todos.

## Personagens
* Tom:
Tom é um garotinho de 10 anos que deseja mais do que tudo, que sua família seja normal. Tanto que, um dia, pegou a varinha mágica de sua mãe e a enterrou bem longe, no bosque do parque, antes da varinha se revoltar.
* Willow :
É a mamãe de Tom e Cindy. É uma fada que sempre gera e resolve confusões causadas por um feitiço louco e maluco. Willow sempre é muito otimista, e consegue fazer surgir asas em suas costas quando lhe bem entende. Carrega sempre com ela sua varinha mágica.
* Gregório :
É um ogro e é o pai de Tom e Cindy. É muito guloso, muito forte, e come tudo o que vê pela frente. Apesar de ser um ogro, Gregório é bondoso, sensível, atrapalhado, resmungão e além de tudo, vegetariano. Mas diz não devorar ninguém a séculos.
* Cindy :
É a irmã mais velha de Tom. Ela detesta tomar banho, é uma adolescente e é uma princesa. Cindy já teve seus poderes revelados, mas os perdeu pois se tornou muito estressada e brava. Nunca se importa com nada que acontece com seu irmãozinho.
* Sua Alteza :
É o sapo de estimação deles. Na terra dos contos de fada Sua Alteza já foi um príncipe, mas foi transformado em um sapo, e espera o grande beijo de uma princesa para voltar ao normal. É meio arrogante também.
* Ferócia :
É a tia do Tom. Ela é muito mal-humorada e é também uma bruxa que perdeu seus poderes ao ser banida da Terra dos Contos-de-Fadas. Sempre apronta "travessuras" com todos a sua volta e acha Gregório um grande bobão, coisa que ele não é (só um pouquinho).